# Discografia de X Japan
A discografia da banda japonesa de heavy metal X Japan consiste em 5 álbuns de estúdio, 6 álbuns ao vivo, 1 álbum de remix, 11 compilações, 1 trilha sonora, 23 singles e cerca de 22 gravações ao vivo.
Fundado em 1982 pelo vocalista Toshi e pelo baterista Yoshiki, o X Japan começou como uma banda de power e speed metal e mais tarde gravitou em direção a um som progressivo com ênfase em baladas. Com a formação de membros incluindo o baixista Taiji e os guitarristas hide e Pata desde 1987, no ano seguinte X lançou seu primeiro álbum de estúdio, Vanishing Vision, pela própria gravadora de Yoshiki, Extasy Records. Eles então alcançaram grande sucesso com seu segundo álbum e estreia em uma grande gravadora, Blue Blood, em 1989. Foi seguido por Jealousy (1991), que vendeu um milhão de cópias, sendo o álbum mais diversificado da banda em termos de créditos de composição. Em 1992, a banda mudou seu nome para X Japan e o baixista Taiji deixou o grupo, sendo substituído por Heath. O mini-álbum Art of Life foi Lançamento em 1993, composto exclusivamente pela faixa-título de 29 minutos. Seu último álbum, Dahlia, foi Lançamento em 1996, e no ano seguinte a banda decidiu se dissolver.
Após dez anos, o X Japan se reuniu em 2007 e gravou a nova música "I.V.". Dois anos depois, recrutaram oficialmente o guitarrista Sugizo, do Luna Sea, para substituir o falecido hide e em 2011 tiveram seu primeiro lançamento mundial, o single digital "Jade". Pouco depois da reunião, começaram a trabalhar em seu sexto álbum de estúdio. Durante os mais de dez anos de produção, várias datas de lançamento foram anunciadas, mas ele permanece inédito, apesar de ter sido alegadamente concluído em setembro de 2018.
Além de ser uma das primeiras bandas japonesas a alcançar o sucesso mainstream enquanto estava em um selo independente, a banda é amplamente creditada como uma das pioneiras do movimento visual kei.
O X Japan vendeu milhões de discos no Japão, alegando vendas não certificadas de mais de 30 milhões.

## Álbuns

### Álbuns de estúdio
| Título           | Detalhes do álbum                                                                                       | Posição de pico            | Posição de pico     | Vendas                       | Certificação da RIAJ |
| Título           | Detalhes do álbum                                                                                       | Japão (Oricon)             | Japão (Oricon)      | Vendas                       | Certificação da RIAJ |
| Título           | Detalhes do álbum                                                                                       | Semanal                    | Anual               | Vendas                       | Certificação da RIAJ |
| ---------------- | --- | -------------------------- | ------------------- | ---------------------------- | -------------------- |
| Vanishing Vision | - Lançamento: 14 de abril de 1988 - Gravadora: Extasy - Formatos: CD, cassete, LP, download digital     | - Principal: 19 - Indie: 1 | 78 (CD, 1990)       | - JPN: 171.030 ou 800.000    | —                    |
| Blue Blood       | - Lançamento: 21 de abril de 1989 - Gravadora: CBS / Sony - Formatos: CD, cassete, LP, download digital | 6                          | 63 (1989)28 (1990)  | - JPN: 712.000 ou 1.000.000+ | - Platina            |
| Jealousy         | - Lançamento: 1º de junho de 1991 - Gravadora: Sony - Formatos: CD, cassete, LP, download digital       | 1                          | 12 (1991) 62 (1992) | - JPN: 1.113.000             | - Milhão             |
| Art of Life      | - Lançamento: 25 de agosto de 1993 - Gravadora: Atlantic - Formatos: CD, cassete, download digital      | 1                          | 28                  | - JPN: 600.000+ - KOR: 7.908 | - Platina            |
| Dahlia           | - Lançamento: 4 de novembro de 1996 - Gravadora: Atlantic - Formatos: CD, cassete, LP, download digital | 1                          | 50                  | - JPN: 648.080+              | - Platina            |

### Álbuns ao vivo
| Título                                               | Detalhes do álbum                                                                                 | Posição de pico | Posição de pico | Vendas         | Certificação da RIAJ |
| Título                                               | Detalhes do álbum                                                                                 | Japão (Oricon)  | Japão (Oricon)  | Vendas         | Certificação da RIAJ |
| Título                                               | Detalhes do álbum                                                                                 | Semanal         | Anual           | Vendas         | Certificação da RIAJ |
| ---------------------------------------------------- | ------------------------------------------------------------------------------------------------- | --------------- | --------------- | -------------- | -------------------- |
| On the Verge of Destruction 1992.1.7 Tokyo Dome Live | - Lançamento: 1º de janeiro de 1995 - Gravadora: Ki/oon - Formatos: CD, cassete, download digital | 3               | 69              | - JPN: 335.590 | - Ouro               |
| Live Live Live Tokyo Dome 1993-1996                  | - Lançamento: 15 de outubro de 1997 - Etiqueta: Polydor - Formato: CD                             | 3               | 90              | - JPN: 283.970 | - Ouro               |
| Live Live Live Extra                                 | - Lançamento: 5 de novembro de 1997 - Gravadora: Warner Music Japan - Formato: CD                 | 13              | -               | - JPN: 32.310  | —                    |
| Live in Hokkaido 12/1995.4 Bootleg                   | - Lançamento: 21 de janeiro de 1998 - Gravadora: Universal Music - Formato: CD                    | 20              | -               | - JPN: 38.940  | —                    |
| Art of Life Live                                     | - Lançamento: 18 de março de 1998 - Etiqueta: Polydor - Formatos: CD, download digital            | 20              | -               | - JPN: 41.170  | —                    |
| The Last Live                                        | - Lançamento: 30 de maio de 2001 - Etiqueta: Polydor - Formatos: CD, download digital             | 7               | -               | - JPN: 92.780  | —                    |

### Álbuns de compilação
| Título                                                                             | Detalhes do álbum                                                                                      | Posição de pico | Posição de pico | Vendas                   | Certificação da RIAJ |
| Título                                                                             | Detalhes do álbum                                                                                      | Japão (Oricon)  | Japão (Oricon)  | Vendas                   | Certificação da RIAJ |
| Título                                                                             | Detalhes do álbum                                                                                      | Semanal         | Anual           | Vendas                   | Certificação da RIAJ |
| ---------------------------------------------------------------------------------- | --- | --------------- | --------------- | ------------------------ | -------------------- |
| X Singles                                                                          | - Lançamento: 21 de novembro de 1993 - Gravadora: Ki/oon - Formatos: CD, cassete, LP, download digital | 2               | 36 (1994)       | - JPN: 1.000.000+        | - Milhão             |
| B.O.X ~Best of X~                                                                  | - Lançamento: 21 de março de 1996 - Gravadora: Ki/oon - Formatos: CD, cassete, download digital        | 5               | -               | - JPN: 134.510           | —                    |
| Ballad Collection                                                                  | - Lançamento: 19 de dezembro de 1997 - Etiqueta: Polydor - Formatos: CD, cassete                       | 3               | 47 (1998)       | - JPN: 566.160           | - Platina            |
| X Japan Singles ~Atlantic Years~                                                   | - Lançamento: 25 de dezembro de 1997 - Gravadora: Atlantic - Formato: CD                               | 14              | -               | - JPN: 102.450           | —                    |
| Special Box                                                                        | - Lançamento: 25 de dezembro de 1997 - Gravadora: Atlantic - Formato: CD                               | 96              | -               | - JPN: 2.800             | —                    |
| Single box                                                                         | - Lançamento: 25 de dezembro de 1997 - Gravadora: Atlantic - Formato: CD                               | -               | -               | - JPN: 4.650             | —                    |
| Star Box                                                                           | - Lançamento: 30 de janeiro de 1999 - Gravadora: Sony Music - Formatos: CD, cassete                    | 4               | -               | - JPN: 122.330           | —                    |
| Perfect Best                                                                       | - Lançamento: 24 de fevereiro de 1999 - Gravadora: Atlantic - Formato: CD                              | 4               | 94              | - JPN: 256.440           | - Ouro               |
| Best: Fan's Selection                                                              | - Lançamento: 19 de dezembro de 2001 - Etiqueta: Polydor - Formatos: CD, cassete                       | 13              | -               | - JPN: 88.600            | —                    |
| Complete II                                                                        | - Lançamento: 1 de outubro de 2005 - Gravadora: Columbia - Formato: CD                                 | 92              | -               | - JPN: 3.593             | —                    |
| The World: X Japan Hatsu no Zensekai Best (The World～X Japan 初の全世界ベスト～ ) | - Lançamento: 17 de junho de 2014 - Gravadora: Warner Music Japan - Formato: CD                        | 2               | 82              | - JPN: 61.030 - KOR: 329 | - Ouro               |

### Álbuns de remix
| Título   | Detalhes do álbum                                                     | Posição de pico | Posição de pico | Vendas         |
| Título   | Detalhes do álbum                                                     | Japão (Oricon)  | Japão (Oricon)  | Vendas         |
| Título   | Detalhes do álbum                                                     | Semanal         | Anual           | Vendas         |
| -------- | --------------------------------------------------------------------- | --------------- | --------------- | -------------- |
| Trance X | - Lançamento: 4 de dezembro de 2002 - Etiqueta: Polydor - Formato: CD | 27              | -               | - JPN: 27.195+ |

### Trilhas sonoras
| Título                                       | Detalhes do álbum                                                                             | Posição de pico | Posição de pico | Posição de pico | Vendas                   |
| Título                                       | Detalhes do álbum                                                                             | Japão (Oricon)  | KOR             | Reino Unido     | Vendas                   |
| -------------------------------------------- | --------------------------------------------------------------------------------------------- | --------------- | --------------- | --------------- | ------------------------ |
| We Are X: Original Motion Picture Soundtrack | - Lançamento: 3 de março de 2017 - Gravadora: Sony Music - Formatos: CD, download digital, LP | 3               | 65              | 27              | - JPN: 48.140 - KOR: 693 |

## Singles
| Título                                                   | Ano  | Posição de pico | Posição de pico | Vendas                                  | Certificação da RIAJ | Álbum                     |
| Título                                                   | Ano  | JPN             | JPN             | Vendas                                  | Certificação da RIAJ | Álbum                     |
| Título                                                   | Ano  | Oricon          | Billboard       | Vendas                                  | Certificação da RIAJ | Álbum                     |
| -------------------------------------------------------- | ---- | --------------- | --------------- | --------------------------------------- | -------------------- | ------------------------- |
| "I'll Kill You"                                          | 1985 | —               | —               | - JPN: 1,000                            | —                    | Não faz parte de um álbum |
| "Orgasm" (オルガスム)                                    | 1986 | —               | —               | - JPN: 1,500                            | —                    | Não faz parte de um álbum |
| "Kurenai" (紅)                                           | 1989 | 5               | 20              | - JPN: 312,580 (CD) - JPN: 350,000 (DL) | - Platina            | Blue Blood                |
| "Endless Rain"                                           | 1989 | 3               | —               | - JPN: 364,450                          | - Platina            | Blue Blood                |
| "Week End"                                               | 1990 | 2               | —               | - JPN: 298,060                          | - Platina            | Blue Blood                |
| "Silent Jealousy"                                        | 1991 | 3               | —               | - JPN: 284,200 (CD) - JPN: 100,000 (DL) | - Ouro               | Jealousy                  |
| "Standing Sex"                                           | 1991 | 4               | —               | - JPN: 261,340                          | - Ouro               | Não faz parte de um álbum |
| "Say Anything"                                           | 1991 | 3               | —               | - JPN: 537,790                          | - Platina            | Jealousy                  |
| "Tears"                                                  | 1993 | 2               | —               | - JPN: 836,940                          | - 2×Platina          | Dahlia                    |
| "Rusty Nail"                                             | 1994 | 1               | —               | - JPN: 751,920                          | - Platina            | Dahlia                    |
| "Longing ~Togireta Melody~" (Longing ～跡切れたMelody～) | 1995 | 1               | —               | - JPN: 476,170                          | - Platina            | Dahlia                    |
| "Longing ~Setsubou no Yoru~" (Longing ～切望の夜～)      | 1995 | 5               | —               | - JPN: 171,550                          | —                    | Não faz parte de um álbum |
| "Dahlia"                                                 | 1996 | 1               | —               | - JPN: 412,810                          | - Platina            | Dahlia                    |
| "Forever Love"                                           | 1996 | 1               | —               | - JPN: 509,920                          | - Platina            | Dahlia                    |
| "Crucify My Love"                                        | 1996 | 2               | —               | - JPN: 290,220                          | - Ouro               | Dahlia                    |
| "Scars"                                                  | 1996 | 15              | —               | - JPN: 100,350                          | —                    | Dahlia                    |
| "Forever Love (Last Mix)"                                | 1997 | 13              | —               | - JPN: 163,050                          | - Ouro               | Não faz parte de um álbum |
| "The Last Song"                                          | 1998 | 8               | —               | - JPN: 91,880                           | —                    | Não faz parte de um álbum |
| "Forever Love" (relançamento)                            | 1998 | 18              | —               | - JPN: 42,960                           | —                    | Dahlia                    |
| "Scars" (relançamento)                                   | 1998 | 15              | —               | - JPN: 55,440                           | —                    | Dahlia                    |
| "Forever Love" (relançamento)                            | 2001 | 19              | —               | - JPN: 23,500                           | —                    | Dahlia                    |
| "I.V."                                                   | 2008 | —               | —               | —                                       | —                    | Não faz parte de um álbum |
| "Scarlet Love Song -Buddha Mix-"                         | 2011 | —               | 33              | —                                       | —                    | Não faz parte de um álbum |
| "Jade"                                                   | 2011 | —               | 19              | —                                       | —                    | Não faz parte de um álbum |
| "Born to Be Free"                                        | 2015 | —               | 21              | —                                       | —                    | Não faz parte de um álbum |